# Баннерет
Рыцарь-баннерет, или просто баннерет, — в феодальную эпоху рыцарь, имевший право вести в бой группу людей (часто также рыцарей) под собственным знаменем (баннер) с изображением его собственных геральдических символов.
Статус баннерета не обязательно означал принадлежность к дворянскому сословию, хотя большинство из них дворянами всё-таки являлись. Знамя баннеретов имело квадратную форму, чтобы его можно было легко отличить от сужающегося на конце штандарта или вымпела рыцарей, стоящих ниже по иерархии; кроме того, баннеретам дозволялось использовать фигуры щитодержцев в своем гербе.
Рыцарь-баннерет стоял выше по званию, чем рыцарь-башелье (бакалавры имели право сражаться только под чужими знамёнами, точнее, не имели права на своё собственное знамя), но ниже, чем барон или баронет. В отличие от баронета, к примеру, баннерет не являлся подлинно дворянским титулом, так как рыцари относились к нетитулованному дворянству. Само слово баннерет происходит от французского bannière (знамя) и служило сокращением от «синьор баннерет» (seigneur banneret) или «шевалье-баннерет» (chevalier banneret). Французское же bannière, в свою очередь, восходит к средневековому латинскому banneretus.

## Из истории возникновения титула
Поскольку армий с постоянным составом (регулярных армий) во времена рыцарства не существовало (если не брать в расчёт военных орденов), военная служба носила наёмный характер и неслась от случая к случаю, по мере необходимости, как вассальное обязательство. Служба могла нестись как лично, так и/или с небольшой самостоятельно набранной военной группой. Эта социальная роль рыцарей была ключевой: сюзерен, не могущий положиться на эту возможность и способность своих рыцарей, рисковал остаться без мобилизованной армии в случае объявления войны. Единственной альтернативой было замещение рыцарского сословия наёмниками в качестве основы вооружённых сил, например, кондотьерами, но последние часто оказывались крайне ненадёжными и дорогостоящими, не говоря уже о возможности перекупки их противником за бо́льшие деньги или о частых случаях дезертирства и мародёрства в свою пользу.
Будучи военачальниками минимальных воинских групп своего времени, баннереты в конце концов заняли своё место в феодальной иерархии между баронами и одиночками рыцарями-бакалаврами, что в своё время породило идею о том, что именно от них ведёт своё происхождение орден баронетов английского короля Якова I. Более того, историк Джон Селден указывает на то, что в старинных преданиях часто упоминаются liaronetti вместо bannereti, а во Франции титул так и вообще стал передаваться по наследству. При этом Селден всё-таки осторожно отмечает, что баннерет не имеет никакого отношения к более позднему титулу баронета.
Титул рыцаря-баннерета с правом демонстрации личного знамени стал дароваться за отличия, проявленные на поле боя. По английской традиции такой титул мог быть пожалован только сюзереном и только на поле боя либо в присутствии короля, либо хотя бы в присутствии королевского штандарта. При этом допускались некоторые «технические» исключения. Например, присутствие знамени баннерета на поле боя автоматически равнялось его собственному присутствию, хотя самого рыцаря там могло и не быть. Таким же образом присутствие уполномоченного представителя баннерета считалось присутствием самого рыцаря.
Но такое посвящение почти тождественно соответствующему обычаю, принятому в старинных французских церемониях, с торжественным вручением знамени, на котором вышиты геральдические обозначения оружия посвящаемого, и обрезанием конца вымпела или флажка до формы квадрата или до прямоугольной формы знамени — в том случае, если рыцарь до процедуры посвящения успел поучаствовать в сражениях с вымпелом, уже расшитым символами его вооружения.
Традиция произведения в баннереты восходит, согласно Селдену, к временам Эдуарда I Английского. Под знамёнами его баннеретов, добавляет историк, обычно служили разного рода рыцари-бакалавры и эсквайры; и в зависимости от количества последних баннереты и получали жалование. Последний же зафиксированный в истории случай дарования титула баннерета связан с именем Джона Смита (англ.), которого во время битвы при Эджхилле (1642) произвёл в баннереты сам Карл I Английский за спасение королевского штандарта от врага.
Важным источником о повседневной культуре, семейном быте, воинских обычаях и менталитете французского рыцаря-баннерета времён Столетней войны является «Книга рыцаря Башни» Жоффруа де Ла Тур Ландри (1374).